# Grand Prix Miguel Indurain 2021
La 72e édition du Grand Prix Miguel Indurain, une course cycliste masculine a lieu en Espagne le 3 avril 2021. La course, disputée sur 203 kilomètres autour d'Estella-Lizarra, fait partie du calendrier UCI ProSeries 2021 (deuxième niveau mondial) en catégorie 1.Pro et de la Coupe d'Espagne de cyclisme sur route 2021. 

## Équipes participantes
| WorldTeams (9)- Astana-Premier Tech - Bahrain Victorious - Cofidis - Ineos Grenadiers - Israel Start-Up Nation - Movistar Team - Team BikeExchange - Trek-Segafredo - UAE Team Emirates ProTeams (8)- Arkéa-Samsic - Burgos-BH - Caja Rural-Seguros RGA - Eolo-Kometa - Equipo Kern Pharma - Euskaltel-Euskadi - Rally Cycling - Total Direct Énergie Équipes continentales (2)- Efapel - Electro Hiper Europa |
| |

## Classements

### Classement final
| \| Classement général \| Classement général \| Classement général \| Classement général \| Classement général \| \| Coureur \| Coureur \| Pays \| Équipe \| Temps \| \| ------------------ \| ------------------ \| ------------------ \| ---------------------- \| ------------------ \| \| 1er \| Alejandro Valverde \| Espagne \| Movistar Team \| 5 h 10 min 47 s \| \| 2e \| Alexey Lutsenko \| Kazakhstan \| Astana-Premier Tech \| + 6 s \| \| 3e \| Luis León Sánchez \| Espagne \| Astana-Premier Tech \| + 15 s \| \| 4e \| Pello Bilbao \| Espagne \| Bahrain Victorious \| + 17 s \| \| 5e \| Élie Gesbert \| France \| Arkéa-Samsic \| + 18 s \| \| 6e \| Krists Neilands \| Lettonie \| Israel Start-Up Nation \| + 21 s \| \| 7e \| Bauke Mollema \| Pays-Bas \| Trek-Segafredo \| + 21 s \| \| 8e \| Jesús Herrada \| Espagne \| Cofidis \| + 21 s \| \| 9e \| Omar Fraile \| Espagne \| Astana-Premier Tech \| + 21 s \| \| 10e \| Laurens De Plus \| Belgique \| Ineos Grenadiers \| + 30 s \| \| 11e \| Ben Hermans \| Belgique \| Israel Start-Up Nation \| + 30 s \| \| 12e \| Gino Mäder \| Suisse \| Bahrain Victorious \| + 31 s \| \| 13e \| Pierre Latour \| France \| Total Direct Énergie \| + 49 s \| \| 14e \| Guillaume Martin \| France \| Cofidis \| + 53 s \| \| 15e \| Anthony Delaplace \| France \| Arkéa-Samsic \| + 54 s \| \| 16e \| Roger Adrià \| Espagne \| Equipo Kern Pharma \| + 59 s \| \| 17e \| Toms Skujiņš \| Lettonie \| Trek-Segafredo \| + 1 min 03 s \| \| 18e \| Jesús Ezquerra \| Espagne \| Burgos-BH \| + 1 min 04 s \| \| 19e \| Mathieu Burgaudeau \| France \| Total Direct Énergie \| + 1 min 04 s \| \| 20e \| Sebastián Henao \| Colombie \| Ineos Grenadiers \| + 1 min 04 s \| |                    |            |                        |                 |
| |                    |            |                        |                 |
| Source : ProCyclingStats |                    |            |                        |                 |
| Classement général |                    |            |                        |                 |
| Coureur | Coureur            | Pays       | Équipe                 | Temps           |
| 1er | Alejandro Valverde | Espagne    | Movistar Team          | 5 h 10 min 47 s |
| 2e | Alexey Lutsenko    | Kazakhstan | Astana-Premier Tech    | + 6 s           |
| 3e | Luis León Sánchez  | Espagne    | Astana-Premier Tech    | + 15 s          |
| 4e | Pello Bilbao       | Espagne    | Bahrain Victorious     | + 17 s          |
| 5e | Élie Gesbert       | France     | Arkéa-Samsic           | + 18 s          |
| 6e | Krists Neilands    | Lettonie   | Israel Start-Up Nation | + 21 s          |
| 7e | Bauke Mollema      | Pays-Bas   | Trek-Segafredo         | + 21 s          |
| 8e | Jesús Herrada      | Espagne    | Cofidis                | + 21 s          |
| 9e | Omar Fraile        | Espagne    | Astana-Premier Tech    | + 21 s          |
| 10e | Laurens De Plus    | Belgique   | Ineos Grenadiers       | + 30 s          |
| 11e | Ben Hermans        | Belgique   | Israel Start-Up Nation | + 30 s          |
| 12e | Gino Mäder         | Suisse     | Bahrain Victorious     | + 31 s          |
| 13e | Pierre Latour      | France     | Total Direct Énergie   | + 49 s          |
| 14e | Guillaume Martin   | France     | Cofidis                | + 53 s          |
| 15e | Anthony Delaplace  | France     | Arkéa-Samsic           | + 54 s          |
| 16e | Roger Adrià        | Espagne    | Equipo Kern Pharma     | + 59 s          |
| 17e | Toms Skujiņš       | Lettonie   | Trek-Segafredo         | + 1 min 03 s    |
| 18e | Jesús Ezquerra     | Espagne    | Burgos-BH              | + 1 min 04 s    |
| 19e | Mathieu Burgaudeau | France     | Total Direct Énergie   | + 1 min 04 s    |
| 20e | Sebastián Henao    | Colombie   | Ineos Grenadiers       | + 1 min 04 s    |

### Classements UCI
La course attribue des points au Classement mondial UCI 2021 selon le barème suivant.
| Position           | 1er | 2e  | 3e  | 4e  | 5e | 6e | 7e | 8e | 9e | 10e | 11e | 12e | 13e | 14e | 15e | 16e à 30e | 31e à 40e |
| Classement général | 200 | 150 | 125 | 100 | 85 | 70 | 60 | 50 | 40 | 35  | 30  | 25  | 20  | 15  | 10  | 5         | 3         |